# Organizzazione mondiale per la proprietà intellettuale
La organizzazione mondiale per la proprietà intellettuale (in inglese World Intellectual Property Organization, acronimo WIPO, in francese Organisation mondiale de la propriété intellectuelle o OMPI) è una delle agenzie specializzate delle Nazioni Unite. La OMPI è stata creata nel 1967 con la finalità di incoraggiare l'attività creativa e promuovere la protezione della proprietà intellettuale nel mondo. L'inizio dell'attività avvenne il 26 aprile 1970, data di entrata in vigore della convenzione, che ha ispirato nel 2001 l'istituzione della Giornata mondiale della proprietà intellettuale.
La OMPI conta attualmente 193 stati membri, regola 26 trattati internazionali, 54 standard tecnici ed ha sede a Ginevra, in Svizzera. Dal 1º ottobre 2020 il direttore generale della OMPI è Daren Tang, proveniente dall'ufficio brevetti di Singapore.
Non fanno parte dell'organizzazione: gli stati federati della Micronesia, Palau, mentre la Palestina gode di uno status di osservatore.

## Storia
Il primo esempio conosciuto di regolamentazione legale dei diritti di proprietà industriale risale al 19 marzo 1474 quando, il Senato della Repubblica di Venezia, approvò una disposizione che assegnava ai Provedadori de Comun l’incarico di sovrintendere alla registrazione dei brevetti. Il documento è conservato presso l’Archivio di Stato di Venezia (Senato Terra, Reg.7, carta 32). Ancora oggi le analogie con le moderne legislazioni brevettuali sono evidenti e l’enunciazione del principio della tutela della creatività rimane attuale.

### Predecessori
Il diretto predecessore dell'OMPI fu il BIRPI (Bureaux internationaux réunis pour la protection de la propriété intellectuelle, ovvero Ufficio internazionale unito per la protezione della proprietà intellettuale), che venne istituito nel 1893 per amministrare la convenzione di Berna per la protezione delle opere letterarie e artistiche e la convenzione di Parigi per la protezione della proprietà industriale.

### Fondazione
L'OMPI venne creata formalmente dalla Convenzione per l'Istituzione dell'Organizzazione Mondiale per la Proprietà Intellettuale (Convention establishing the World Intellectual Property Organization), firmata a Stoccolma il 14 luglio 1967 ed emendata il 28 settembre 1979. Essa contava 193 membri, di cui 190 stati membri ONU (tutti tranne gli Stati Federati di Micronesia, Palau e il Sudan del Sud) più le Isole Cook, lo Stato del Vaticano e Niue, ed è stata autenticata in quattro diverse lingue: Inglese, Francese, Russo e Spagnolo.
In base all'articolo 3 di questa convenzione, la OMPI cerca di "promuovere la protezione della proprietà intellettuale in tutto il mondo".

### Sviluppo
La OMPI divenne un'agenzia specializzata dell'ONU nel 1974.
Negli anni '80, lo svilupparsi dell'OMPI ha portato negli Stati Uniti e negli altri paesi sviluppati alla genesi di forum per la transizione degli standard sulla falsariga di quanto già svolto dall'OMPI e in generale sulle tariffe doganali e il commercio, che in seguito evolsero nella Organizzazione mondiale del commercio fondata nel 1995.
Dal 1996 la OMPI ha favorito l’adozione del WCT (WIPO Copyright Treaty) e del WPPT (WIPO Performance and Phonograms Treaty), che hanno come scopo di adeguare i diritti d’autore e diritti connessi al mondo digitale. A questi trattati hanno aderito un numero elevato di Stati e da questi sono discesi altri trattati. In Europa ciò ha prodotto una direttiva del diritto d’autore che si è espansa in maniera uniforme in tutti gli stati comunitari.
Nel 2004, a seguito delle richieste raccolte nella Dichiarazione di Ginevra sul futuro dell'organizzazione mondiale per la proprietà intellettuale, sostenuta in particolare dai paesi in via di sviluppo, la OMPI crea l'Agenda di Sviluppo OMPI (WIPO Development Agenda), composta di 45 raccomandazioni che tenevano conto per la prima volta non solo degli interessi dei detentori della proprietà intellettuale, ma anche di quelli dei cittadini e utilizzatori. Da queste raccomandazioni discende anche la pubblicazione annuale dei World Intellectual Property Indicators.
Il testo della Convenzione, redatto a Ginevra nel 1996, è stato pubblicato sulla Gazzetta Ufficiale dell'Unione europea l'11/4/2000.

## Organizzazione
La OMPI, come generalmente avviene per le altre organizzazioni multi-governativi delle Nazioni Unite, è un'organizzazione composta da delegazioni degli stati membri, a loro volta composte da uno o più delegati o esperti da essi nominati, e da membri osservatori (stati non membri o organizzazioni non governative) invitati dal direttore generale e dagli stati membri, per partecipare alla discussione ma senza diritto di voto.
L'organizzazione è strutturata in diversi corpi e assemblee (principalmente l'Assemblea Generale, la Conferenza e il Comitato di Coordinamento OMPI), ed è gestita dai ruoli del segretario (coincidente con il direttore generale o da esso nominato) e da funzionari eletti dai singoli corpi.
Il voto può essere pubblico o segreto, ogni delegazione nazionale ha potere di esprimere un solo voto. Ogni nuova proposta o emendamento devono essere richiesti e supportati da almeno due stati membri.
L'International Bureau è l'ufficio che sin dalla convenzione di Madrid riceve le richieste di iscrizione, raccoglie gli introiti relativi alle tariffe di registrazione e amministra le principali pubblicazioni, tra cui la gazzetta OMPI.
Contrariamente ad altri enti delle Nazioni Unite, la OMPI dispone di risorse finanziarie significative, indipendenti dai contributi dei suoi stati membri. Per il 2006, oltre il 90% delle sue entrate di circa 500 milioni di franchi svizzeri, è stato generato dalla raccolta delle rette da parte dell'International Bureau (IB) tramite i sistemi di registrazione e iscrizione della proprietà intellettuale da esso amministrati (il Trattato di cooperazione in materia di brevetti, il Sistema Madrid per i marchi registrati e il Sistema L'Aja per i progetti industriali).
Le lingue ufficiali della documentazione di lavoro del OMPI sono inglese e francese, tuttavia è in corso l'ampliamento in arabo, cinese, russo e spagnolo.

## Piani strategici a medio termine
L'OMPI aggiorna con cadenza quinquennale il proprio piano strategico a medio termine (MTSP, dall'inglese Middle-Term Strategic Plan). Il 27 maggio 2010 il direttore generale dell'OMPI presentò agli Stati membri un documento di consultazione per un primo piano strategico a medio termine. In seguito alla stesura di questa prima bozza, il segretario OMPI, con i Paesi membri dell'organizzazione, ha lavorato ad una revisione del documento apportando modifiche e/o aggiunte (fino al 29 luglio 2010) che è stata poi presentato all'assemblea OMPI del settembre 2010. Il progetto prevede una direzione guida che la OMPI seguirà per i prossimi anni fino al 2015. L'MTSP è per questi motivi un elemento integrante dello Strategic Realignment Program (SRP).
Nel 2016 è stato redatto un nuovo Piano Strategico a medio termine per gli anni 2016-2021 nel quale sono stati definiti nove obiettivi strategici da perseguire. Nel 2021 il piano è stato aggiornato per il quinquennio 2022-2026.

## Missione, obiettivi e funzioni
La OMPI si pone come visione "Un mondo in cui l'innovazione e la creatività da qualsiasi luogo siano supportate dalla proprietà intellettuale, per il bene di tutti", con la missione di guidare "lo sviluppo di un ecosistema di proprietà intellettuale globale equilibrato ed efficace per promuovere l'innovazione e la creatività per un futuro migliore e più sostenibile" e ha due obiettivi statutari:
- promuovere la protezione della proprietà intellettuale in tutto il mondo attraverso la cooperazione tra gli Stati e, se del caso, in collaborazione con qualsiasi altra organizzazione internazionale
- assicurare la cooperazione amministrativa tra le associazioni degli autori.

Essa si propone di:
- facilitare l'efficace protezione della proprietà intellettuale nel mondo e ad armonizzare le legislazioni nazionali in materia
- svolgere i compiti amministrativi dell'Unione di Parigi, delle Unioni speciali istituite in relazione a tale Unione e dell'Unione di Berna
- assumere o partecipare all'amministrazione di qualsiasi altro accordo internazionale destinato a promuovere la protezione della proprietà intellettuale
- promuovere accordi internazionali per la protezione della proprietà intellettuale
- cooperare con gli Stati che richiedono assistenza tecnico-giuridica nel campo della proprietà intellettuale
- raccogliere e diffondere informazioni relative alla protezione della proprietà intellettuale, effettua e promuove studi in questo campo e pubblicarne i risultati
- mantenere i servizi che facilitano la protezione internazionale della proprietà intellettuale e, se del caso, provvede alla registrazione in questo campo e alla pubblicazione dei dati relativi alle registrazione

## Critiche
L'organizzazione della OMPI e specialmente la composizione non elettiva e il potere di voto non proporzionato al numero di cittadini dello stato membro sono stati oggetto di critiche dal punto di vista della democraticità e della chiarezza degli interessi rappresentati, accusati di essere più vicini a quelli delle grandi industrie che a quelli dei cittadini.
A seguito della Dichiarazione di Ginevra sul futuro dell'OMPI, nell'ottobre del 2004 l'organizzazione si accordò per offrire una proposta all'Argentina ed al Brasile, "Proposal for the Establishment of a Development Agenda for WIPO". Questa proposta venne spinta dai paesi in via di sviluppo e da numerosi individui ed enti della società civile. Gran parte del lavoro è stato fatto attraverso alcune specifiche commissioni, incluso ad esempio lo Standing Committee on Patents (SCP), la Standing Committee on Copyright and Related Rights (SCCR), la Advisory Committee on Enforcement (ACE) e la Intergovernmental Committee (IGC) con Access to Genetic Resources, Traditional Knowledge and Folklore, ed il Working Group on Reform of the Patent Cooperation Treaty.
Sempre negli anni '80-'90, un certo numero di organismi della società civile hanno lavorato su un progetto di "Accesso alla Conoscenza" (A2K, Access to Knowledge), trattato che vorrebbero venisse introdotto.
Il Washington Post ha riportato nel 2003 che la Direttrice delle Relazioni Internazionali dell'USPTO, Lois Boland, ha dichiarato che il software open source è in contrasto con la missione del OMPI, che è quella di promuovere i diritti della proprietà intellettuale. A questo proposito ha anche affermato criticamente: "Tenere una riunione che ha come obiettivo di disconoscere o abbandonare tali diritti ci sembra in contrasto con gli obiettivi del OMPI."

## Principali trattati e classificazioni
I principali trattati e classificazioni amministrati da OMPI sono:
- 1891 - Accordo di Madrid sulla repressione delle false o fallaci indicazioni di provenienza[31]
- 1883 - Convenzione di Parigi per la protezione della proprietà industriale
- 1886 - Convenzione di Berna per la protezione delle opere letterarie e artistiche
- 1925 - Accordo dell'Aia sul deposito internazionale dei disegni e modelli industriali[32]
- 1957 - Classificazione di Nizza
- 1958 - Accordo di Lisbona sulla protezione delle denominazioni d'origine[33]
- 1970 - Trattato di cooperazione in materia di brevetti (Patent Cooperation Treaty - PCT)
- 1991 - Convenzione internazionale per la protezione dei vegetali (International Convention for the Protection of New Varieties of Plants - UPOV)[34]
- 1996 - Trattato dell'OMPI sul diritto d'autore (WIPO Copyright Treaty - WCT)
- 1996 - Trattato dell'OMPI sulle interpretazioni ed esecuzioni e sui fonogrammi (WIPO Performances and Phonograms Treaty - WPPT)
- 2013 - Trattato di Marrakech per facilitare l'accesso ai testi pubblicati alle persone cieche, con incapacità visive o altre difficoltà ad accedere al testo stampato